# Bressana Bottarone
Bressana Bottarone är kommun i provinsen Pavia i Lombardiet i norra Italien. Kommunen hade 3 474 invånare (2018) och gränsar till kommunerna Bastida Pancarana, Casatisma, Castelletto di Branduzzo, Cava Manara, Pinarolo Po, Rea, Robecco Pavese och Verrua Po.